# Coyol de González
Coyol de González es una localidad situada en el estado de Veracruz, México a los 18°9′8″ latitud y 95°07'00" longitud y 60 m s. n. m. en el municipio de Hueyapan de Ocampo. Tiene afluencia de 5 arroyos "El Amayo, El Hueyapan, El Coyolito , El Cuitlazóyotl y El Río de La Palma". Tiene otros pueblos cercanos como Palo Blanco, Coyolito, Zapata, 5 de Febrero, Tierra Nueva, Horno de Cal, Nacaxtle, Por Venir, Hueyapan, Soconusco y Juan Díaz Covarruvias. Hay 2 lugares semi- turísticos cerca en el camino por Hueyapan llamado Dos Caños donde se unen los ríos Amayo[formado por el Río Coyolito(El cual igual se le une el Río de la Palma)] y Hueyapan, el río saliente se llama igualmente Río Hueyapan y más adelante de ahí esta La Boca que es la unión entre los ríos Hueyapan y Cuitlazoyotl, formándose así el Río San Juan el cual desemboca en el Río Grande(donde esta el Salto de Eyipantla) y ese al Río Papaloapan. En octubre de 2005 fue paso del Huracán "Stan", de categoría 1 en la escala de Huracanes.

## Lugar
Coyol de González consta de 8 calles principales las cuales se llaman Salustiano del Corte, Marcos E. Moreno, Santa Catarina de Jara, Miguel Alemán, José María Ríos, Francisco Goméz, Gregorio Alemán y Juan Salvador; cuenta con una escuela llamada Cuitlahuac, un jardín de niños llamado Ovidio de Croli y una telesecundaria llamada Miguel Alemán. La localidad fue designada cabecera municipal el 26 de junio de 1923. En esta región de los Tuxtlas es tradicional escuchar el son jarocho en alguna festividad civil o religiosa.